# Круглыхин, Валерий Андреевич
Валерий Андреевич Круглыхин (28 апреля 1949) - советский футболист, защитник, мастер спорта СССР, отличник физической культуры Российской Федерации, тренер высшей квалификации по футболу, член комиссии детско-юношеского футбола комитета массового футбола РФС (с 2014), тренер, функционер, пенсионер (с 2009), ветеран труда РФ.
Воспитанник СДЮШОР № 2 (Алма-Ата), тренер Виктор Степанович Грачёв.
В 1966—1967 годах играл за дубль «Кайрата» Алма-Ата. В 1968—1969  годах играл  во второй группе  классе «А», в 1970 году в  первой группе класса «А»   за «Шахтёр» Караганда  за который сыграл 94 игры. Следующие 8 лет провёл в «Кайрате», за который сыграл 134 матча в высшей (1971—1974, 1977—1978) и 56 в первой (1975—1976) лигах класса «А».
Обладатель "Международного Кубка Железнодорожников" в составе футбольной команды «Кайрат» Алма-Ата ставшей первой советской футбольной командой, завоевавшей международный кубок для клубных команд СССР (1971).
Слушатель Высшей школы тренеров при ГЦОЛИФК на отделении футбола (декабрь 1978 - ноябрь 1980).
Тренер «Торпедо» Кокчетав (1981), начальник команды (май 1982 –ноябрь 1982), старший тренер (ноябрь 1982 — май 1984) «Актюбинец» Актюбинск, тренер - преподаватель отделения футбола Республиканского училища олимпийского резерва (РУОР) г. Алма-Ата (июль1984-май 1991), начальник команды «Олимпия» Алма-Ата (июнь 1991-ноябрь 1991), коммерческий директор управления «ФК Кайрат» Алма-Ата (декабрь 1991-август 1992), президент  «ФК Достык» Алма-Ата ( август 1992 -  август 1994).
Тренер футбольной команды колхоза «Борец» Раменского района Московской области чемпиона Российской Федерации на приз «Золотой колос-1995» (1994-1995 ), директор СДЮШОР город Бронницы Московской области (1995-2004 ), заместитель директора по хозяйственной части Футбольной Школы Молодежи - Футбольного клуба «Торпедо Москва» (с февраля 2005 по март 2007), исполняющий обязанности директора Футбольной Школы Молодежи - Футбольного клуба «Торпедо Москва» (с марта  по июнь 2007).
Методист ГБОУ «Центра организационно-методического обеспечения физического воспитания» Департамента образования города Москвы (август 2007 – декабрь 2016). Основная деятельность заключалась в организации физического воспитания в образовательных учреждениях Российской Федерации обязательных занятий по физической культуре в пределах основных образовательных программ в объеме, установленном государственными образовательными стандартами, а также дополнительных (факультативных) занятий физическими упражнениями и спортом в пределах дополнительных образовательных программ на основе футбола. 
Соавтор программ  физического воспитания на основе футбола: 
1.Программа  по физической культуре для  начальной школы «Спартак-Футбол-Класс»; 
2.Программа «Интегративный   курс физического воспитания   для дошкольников  подготовительной группы на  основе футбола»; 
3.Программа «Интегративный  курс физического воспитания    для учащихся  начальной школы на  основе  футбола»;
4.Программа «Интегративный   курс физического воспитания  для обучающихся основного общего образования на основе футбола»;
5. Программа дополнительного  образования по физической культуре  для  общеобразовательных организаций и профессиональных образовательных организаций на  основе футбола.
Все программы прошли апробацию и рекомендованы экспертным советом Министерства образования и науки  Российской Федерации по совершенствованию системы физического воспитания  в образовательных учреждениях Российской Федерации для использования  в образовательном процессе общеобразовательных организаций и профессиональных образовательных организаций Российской Федерации.